# Pseudagrion ampolomitae
Pseudagrion ampolomitae – gatunek ważki z rodziny łątkowatych (Coenagrionidae).